# Nissan R390 GT1
Nissan R390 GT1 – supersamochód typu one-off produkowany przez japońską firmę Nissan w latach 1997-1998. Dostępny jako 2-drzwiowe coupé, wykorzystywany jako samochód wyścigowy. Do napędu użyto turbodoładowanego silnika V8 o pojemności 3,5 litra. Moc przenoszona była na oś tylną poprzez 6-biegową sekwencyjną skrzynię biegów.

## Dane techniczne

### Silnik
- VRH35L V8 3,5 l (3495 cm³), 4 zawory na cylinder, DOHC, Turbo
- Układ zasilania: wtrysk ESPFi
- Średnica × skok tłoka: 85,00 mm × 77,00 mm
- Stopień sprężania: 9,0:1
- Moc maksymalna: 558 KM (410,1 kW) przy 6800 obr./min
- Maksymalny moment obrotowy: 637 N•m przy 4400 obr./min

### Osiągi
- Przyspieszenie 0-100 km/h: 3,9 s
- Czas przejazdu ¼ mili: 11,9 s
- Prędkość maksymalna : 350 km/h